# 박종화 (방송인)
박종화(1991년 9월 10일~)는 대한민국의 KBS청주방송총국의 전직 아나운서였으며, 현재 프리랜서 방송인이다.

## 경력
- 2014년 11월, 월드 미스 유니버시티 입상.
- 2017년 5월, 미스 대전 충남 대회 참가.
- 2017년 12월~2018년 12월 : 서울특별시 소재 TV조선 기상 캐스터 현재 퇴사.
- 2019년 3월~2021년 6월 23일 : 충청북도 청주시 소재 KBS청주방송총국 아나운서 2021년 6월 23일 현재 퇴사.

## 학력
- 성신여자대학교 일어일문학과 학사(2016년 2월)

## 과거 진행

### TV
- 2019년 ~ 2021년 : KBS1 《생방송 지금 충북은》
- 2019년 ~ 2019년 : KBS1 《KBS 뉴스 9 청주》
- 2019년 ~ 2019년 : KBS1 《KBS 뉴스 7 청주》
- 2019년 ~ 2020년 : KBS1 《KBS 뉴스 7 충북》
- 2020년 ~ 2021년 : KBS1 《행복 충청전》

### 라디오
- 2019년 ~ 2020년 : KBS 제1라디오 12시 뉴스(보도, 월-금,12:15~12:20(진행 박종화)
- 2020년 ~ 2021년 : KBS 생생충북 제1라디오 11:05~11:40(진행 박종화)